# Bellecourt
Bellecourt (wa. Bèlcoûr) – dzielnica (section) gminy Manage w Belgii, w Regionie Walońskim, w prowincji Hainaut, w okręgu Soignies. 1 stycznia 2020 roku liczyła 2274 mieszkańców. Do 17 lipca 1970 samodzielna gmina. 

## Demografia
Liczba mieszkańców, stan na 1 stycznia:
| Rok                | 1930 | 1947 | 1961 | 2020 |
| ------------------ | ---- | ---- | ---- | ---- |
| Liczba mieszkańców | 1346 | 1159 | 1357 | 2274 |